# 野々内隆
野々内 隆（ののうち たかし、1933年5月 - ）は、日本の通産官僚。通商産業省基礎産業局長や、資源エネルギー庁長官を経て、中小企業診断協会会長や経済産業調査会理事長などを歴任した。

## 人物・経歴
京都府立洛北高等学校を経て、1956年京都大学経済学部卒業、通商産業省入省。同期に尾身幸次（第6代財務大臣）、杉山弘（通商産業事務次官、電源開発社長）、川崎弘（経済企画審議官、東京電力副社長）、守屋一彦（日本化学繊維協会理事長）など。
1972年通商産業大臣官房審議官。1973年通商産業大臣官房参事官。1974年通商産業省通商政策局西欧アフリカ中東課長。1977年通商産業省産業政策局商政課長。1978年通商産業省通商政策局経済協力部経済協力課長。1980年資源エネルギー庁長官官房総務課長。1981年資源エネルギー庁石油部長。
1982年通商産業大臣官房審議官。1983年通商産業省基礎産業局長。1985年資源エネルギー庁長官。1987年退官、三和銀行常勤顧問。1989年日立製作所取締役。1998年ジャパン石油開発代表取締役社長。2004年中小企業診断協会会長。2006年経済産業調査会理事長。